# Елеонора Дузе
Елеонора Дузе (італ. Eleonora Duse; 3 жовтня 1858 — 21 квітня 1924) — італійська акторка та сценаристка.

## Життєпис
Народилася 3 жовтня 1858 року в місті Віджевано, Австро-Угорщина (нині регіон Ломбардія, провінція Павія, Італія) в акторській родині. Її дід Луїджі Дузе був одним з останніх представників комедії дель арте, засновником театру Гарібальді в Падуї. Батько Вінченцо Алесандро Дузе — був актором невеличкої трупи мандрівного театру. Мати Анджеліка Каппеллетто — походила з селянської родини, після одруження стала інколи брати участь у виставах.
Подорожуючи Італією з батьками, Елеонора дуже рано почала акторську діяльність. В 4-річному віці вона дебютувала в ролі Козетти у виставі «Знедолені» за Віктором Гюго, а до 7 років з'їздила вздовж і впоперек всю Ломбардію, П'ємонт, Венеційську область, Істрію і Далмацію. У 12-річному віці втратила мати. У 1873 році 15-річна Елеонора з успіхом зіграла Джульєтту. Перший серйозний успіх до молодої акторки прийшов 1 серпня 1879 року з виконанням ролі Терези Ракен в однойменній драмі Еміля Золя.
У травні 1881 року Елеонора Дузе одружилася з актором Тебальдо Кеккі.
Протягом 1880—1886 років Дузе з трупою Чезаре Россі з успіхом гастролювала Італією. Бурхливий роман з актором трупи Флавіо Андо призвів до розлучення з Кеккі, який залишився в Аргентині з їхньою спільною дочкою. У 1887 році вона створила власну «Трупу міста Рима», посади директора і прем'єра якої обійняв Флавіо Андо.
До кінця 1880-х років Дузе стає найпопулярнішою акторкою Італії й розпочинає серію закордонних гастролей, які завершились тріумфальним успіхом. У ході турне їй аплодували Австрія, Німеччина, Англія, Данія, Швеція, Норвегія, Росія, Франція, Швейцарія, Іспанія, Португалія, Єгипет, США, країни Південної Америки.
У 1894 році в Мюнхені Елеонора Дузе розпустила свою трупу, тоді ж розпрощалась і з Флавіо Андо. У тому ж році вона знайомиться з поетом Габріеле д'Аннунціо, з яким їх поєднала дружба і взаємна приязнь. Після вдалої прем'єри д'Ануунціо «Дочка Йоріо» 2 березня 1904 року в міланському театрі «Лірико», Дузе у наступні роки зосереджується майже виключно на п'єсах цього автора. Залишившись без грошей і без ролей, Елеонора Дузе у 1909 році залишає сцену й назавжди пориває з д'Аннунціо.
В роки Першої світової війни Елеонора Дузе організувала збір книг, одягу та інших речей для солдатів, а у 1916 році виїхала у район бойових дій для участі у «Фронтовиму театрі». Після невдачі цієї затії допомагала доглядати за пораненими, писала за них листи рідним. У тому ж році на прохання актора Фебо Марі і компанії «Амброзіо-фільм» знялась у фільмі «Попіл» за романом Грації Деледди.
По закінченні війни переїхала до дочки в Англію. Матеріальні труднощі змусили Елеонору Дузе у 1921 році повернутись у театр. Відмовившись від гриму й перук, Дузе виступала на сценах Турину, Мілану, Генуї, Риму. Після цього знову були гастролі у Лондоні, Відні, турне по США.
5 квітня 1924 року перед виступом у театрі в Піттсбурзі потрапила під сильний дощ і застудилась, проте зіграла роль у п'єсі Марко Прага «Закриті двері». Після нетривалої хвороби о першій годині ночі 21 квітня 1924 року Елеонора Дузе померла від запалення легень. Похована згідно її волі в Азоло, провінція Тревізо, регіон Венето.

## Особисте життя
Приблизно під час виходу Дузе на пенсію вона познайомилася та зав'язала роман з італійською феміністкою Ліною Полетті, колишньою коханкою письменниці Сібілли Алерамо. Вони прожили разом у Флоренції два роки перш ніж розірвати стосунки. Повідомляється, що вона також мала стосунки з російським графом і художником Олександром Волковим і жила в його палаці у Венеції.

## Вшанування
Елеонора Дузе вшанована на Поверсі спадщини Джуді Чикаго.

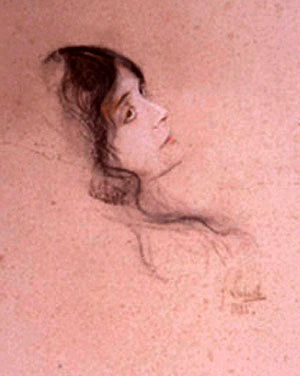
Франц фон Ленбах. Портрет Елеонори Дузе
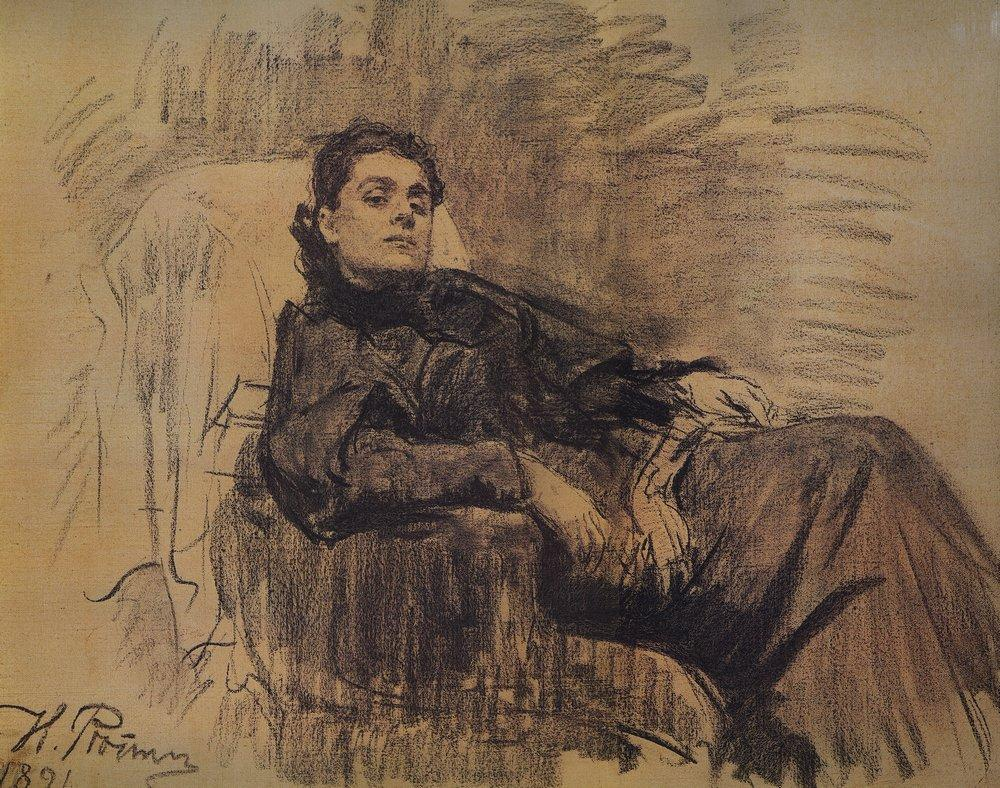
Ілля Рєпін. Елеонора Дузе (1891)
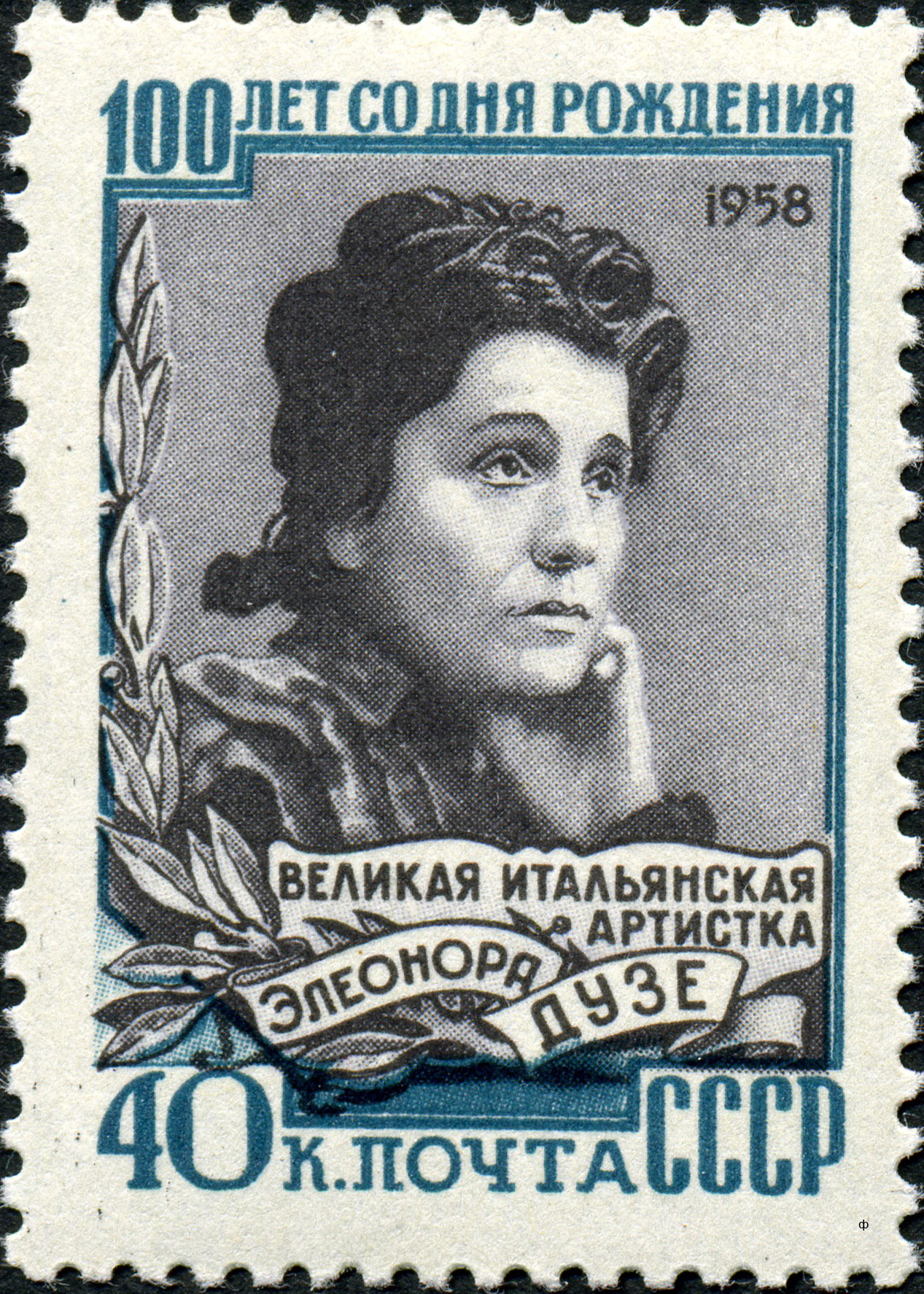
Поштова марка СРСР до 100-річчя з дня народження Е. Дузе